# Надежка (Рязанская область)
Надежка — село в Ермишинском районе Рязанской области России. Является административным центром Надежкинского сельского поселения. Находится на берегу р. Ермишь менее чем в 1 километре южнее районного центра.

## Население
| 1982 | 1989 | 2004 | 2010 | 2011 | 2023 |
| ---- | ---- | ---- | ---- | ---- | ---- |
| 640  | ↘524 | ↘469 | ↘452 | ↘450 | ↘406 |

## История
Впервые в исторических источниках о селе Надежка имеется упоминание в отчетах учетной архивной комиссии Тамбовской губернии. В середине семидесятых годов XVIII века, вблизи бывшего села Аносово, образовался починок на пустоши, а уже в восьмидесятых годах XVIII века значилась деревня Надежка. В крепостные времена помещики переселяли сюда крепостных крестьян из сел Четово и Пургаево Кадомского уезда. За старательные платежи податей крестьян образовавшейся новой деревни прозвали надежными, а деревню из одного посада деревянных изб стали называть Надежка.

## Инфраструктура
В селе действует СПК «Надежда». Хозяйство занимается производством зерна, масла семян рапса и сурепицы, семеноводством масличных культур. Так же имеется детский сад, сельский дом культуры, продуктовый магазин. В селе на берегу реки Ермишь установлен памятник павшим односельчанам в годы войны.

## Транспорт
Село расположено на асфальтированной дороге Ермишь - Кадом. По этой автодороге следуют автобусы №136 (Ермишь-Малахово) и №580 (Рязань-Кадом-Ермишь).